# KHBニュース
『khbニュース』（ケイ・エッチ・ビー・ニュース）とは、東日本放送（khb）で放送されている宮城県のニュース番組。2021年9月までは『KHBニュース』のタイトルで放送していた。

## 放送時間

### 現在
- 月曜日 - 金曜日 11:40 - 12:00（JST、20分）

### 補足
- 2014年9月26日まで平日昼は『ワイド!スクランブル』に内包されており、2016年4月4日以降は『ANNニュース』とのコンプレックス扱いで『khb・ANNニュース』のタイトルで本編は11:40 - 11:45に放送。
- 週末の夕方は『スーパーJチャンネル』に内包。

### 過去の放送時間
- 月曜日 - 金曜日 15:55 - 16:00 （JST、 - 2006年3月31日） - 平日午後の『ANNニュース』を時差放送。
- 月曜日 - 金曜日 19:54 - 20:00（JST） - 『おすすめ!5ch』を内包。